# ザ・決断!国民の審判
『ザ・決断!国民の審判』（ザ・けつだん・こくみんのしんぱん）は、テレビ東京（TXN）系列で放送された2007年（平成19年）7月29日の第21回参議院議員通常選挙の選挙特別番組である。
正式タイトルは『ザ・決断!国民の審判 真夏のビッグウェーブ』（ - まなつのビッグウェーブ）。

## 概要
- 「ザ・決断!」シリーズの再現ドラマも放送。
- 系列各局は随時地元開票速報を放送。
- 「日曜ビッグバラエティ」を放送中の20:00よりL字型画面で速報を随時表示した。
- 小谷真生子の出演がなかった。

## 出演者
司会
- 徳光和夫（フリーアナウンサー）
- 小池栄子（タレント、司会者）
- 大江麻理子（テレビ東京アナウンサー）
- 大浜平太郎（テレビ東京報道局記者、「ワールドビジネスサテライト」キャスター）

コメンテーター（平成三賢人）
- 宮崎哲弥（評論家）
- 吉崎達彦（双日総研）
- 上杉隆（政治ジャーナリスト）

解説
- 篠原文也（テレビ東京解説委員）

ゲスト
- 渡部恒三（民主党代議士）
- 塩川正十郎（元自由民主党代議士、元財務相）

中継
- 塩田真弓（テレビ東京報道局経済部記者）
- 倉野麻里（テレビ東京アナウンサー）
- 亀井京子（同上）
- 松丸友紀（同上）

## 放送時間
すべてJSTで表記。
- 2007年7月29日 21:30 - 翌1:30
  - 第1部 21:30 - 深夜0:24
  - （深夜0:24 - 1:00 「メガスポ!」）
  - 第2部 深夜1:00 - 1:30

## ネット局
※がついている局は、21:35開始。
- TXN系列局
  - テレビ東京（製作局）
  - テレビ北海道※（21:30-21:35は「ぴかぴかマンボ」を放送）
  - テレビ愛知
  - テレビ大阪※（21:30-21:35は「NEWSα」を放送）
  - テレビせとうち※（21:30-21:35は「TSC選挙速報」を放送）
  - TVQ九州放送（第1部のみの放送、深夜1:00-1:30は「中央競馬ダイジェスト」を放送）
  - BSジャパン（地上波で「メガスポ!」を放送する深夜0:30-1:00は「史上最強の弟子ケンイチ」を放送）
- 独自ネット局
  - 岐阜放送※（第1部のみの放送、21:00-21:35と深夜0:30-1:30に「ぎふ参院選スペシャル2007」を放送。また普段はネットしている「メガスポ!」はネットしない）
  - 三重テレビ放送（「参院選開票速報!国のかたち三重の行方」の第2部・第3部として放送、第1部は21:00-21:30）
  - テレビ和歌山（第2部・第3部を放送。テレビ東京系列6局とBSJで放送している第1部の時間帯は「参院選開票速報2007」を自社制作で放送した）

## 再現ドラマのキャスト
「政界シミュレーションドラマ」近未来予測をミニドラマで。
- 安倍晋三 - 三浦浩一
- 小沢一郎 - 大和田伸也
- 小泉純一郎 - 寺田農
- 亀井静香 - 峰岸徹
- 麻生太郎 - 寺泉憲
- 中川秀直 - 佐藤仁哉

## スタッフ
- ドラマ原作:上杉隆
- ドラマ監督:近澤駿(リュウ・エンタープライズ)